# Acatium
L'acatium est un vaisseau de petite taille de la Grèce antique, appartenant à la classe des bateaux nommés actuariae, c'est-à-dire qu'on manœuvrait à la rame ou à la voile,. Il était plus particulièrement employé par les pirates grecs (Thucyd. IV, 67), muni et armé d'un bec : la poupe en était arrondie et courbée en dedans (inflexa ; Plin. H.N. IX, 49), ce qui est très commun dans la marine des Grecs. Il est donc tout à fait probable que les différentes caractéristiques de ces vaisseaux consistaient plus dans la nature de leur gréement que dans la forme de la poupe.